# أليكس فلين
أليكس فلين (بالإنجليزية: Alex Flinn)‏ (23 أكتوبر 1966، نيويورك في الولايات المتحدة)؛ كاتِبة مُتخصِّصة في أدب الأطفال وروائية أمريكية. درست في جامعة ميامي.

## روابط خارجية
- أليكس فلين على موقع IMDb (الإنجليزية)
- أليكس فلين على موقع قاعدة بيانات الفيلم (الإنجليزية)